# Episodi di Show Me Yours (prima stagione)
Questa voce contiene riassunti, dettagli e crediti dei registi e degli sceneggiatori della prima stagione della serie TV Show Me Yours. In Canada e negli Stati Uniti è stata trasmessa per la prima volta nel 2004, mentre in Italia è stata trasmessa in prima visione nel 2006 sul canale satellitare a pagamento Jimmy.
| nº | Titolo originale           | Titolo italiano    | Prima TV USA | Prima TV Italia |
| -- | -------------------------- | ------------------ | ------------ | --------------- |
| 1  | Pilot                      | Pilota             | 2004         | 2006            |
| 2  | If you can't take the heat | Giochi di potere   | 2004         | 2006            |
| 3  | In sex we trust            | Ricerche sul campo | 2004         | 2006            |
| 4  | War & Peace                | Gli ex             | 2004         | 2006            |
| 5  | The following game         | Prova a prendermi  | 2004         | 2006            |
| 6  | Sexual healing             | Terapia sessuale   | 2004         | 2006            |
| 7  | It's my party              | La festa di Kate   | 2004         | 2006            |
| 8  | I confess                  | Io confesso        | 2004         | 2006            |